# سنة فلكية

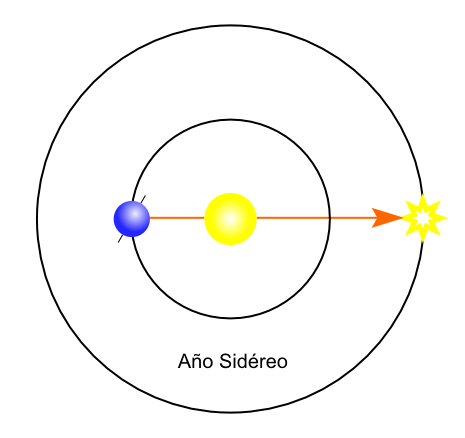

السنة الفلكية هي الوقت الذي تأخذه الأرض لإكمال دورة كاملة حول الشمس، مقارنة بالنجوم التي تبدو ثابتة. وبالتالي فهي أيضاً تعتبر الوقت الذي تأخذه الشمس لكي تعود لنفس موقعها بالمقارنة مع النجوم الثابتة بعد مرورها - ظاهرياً - على طول مسار الشمس. السنة الفلكية كانت تساوي 365.256363004 يوم في ظهيرة 1 يناير 2000. وهذا أطول بـ 20د24.5128ث من السنة المدارية في نفس التوقيت.

## الحركة الظاهرية للشمس مقابل النجوم
عندما تدور الأرض حول الشمس، فإن موقع الشمس الظاهري يتحرك تدريجياً على طول مسار الشمس، مروراً بأبراج دائرة البروج الاثنى عشر، عائدة إلى نقطة البداية مجدداً بعد سنة فلكية واحدة. هذه الحركة من الصعب ملاحظتها بطريقة مباشرة لأنه لا يمكن رؤية النجوم والشمس موجودة في السماء. ومع ذلك، فإذا نظر أحد بانتظام إلى السماء قبل الفجر، فإن الحركة السنوية تكون ملحوظة للغاية: آخر النجوم التي ترتفع أو تشرق في السماء قبل شروق الشمس لا تكون هي ذاتها دائماً، وفي خلال أسبوع أو أسبوعين سيصبح التغيير في حركة النجوم ملحوظاً (تتحرك لأعلى). كمثال: في شهر يوليو في نصف الكرة الشمالي، كوكبة الجبار لا يمكن رؤيتها في السماء عند الفجر، ولكن في أغسطس يصبح من الممكن رؤيتها.
هذه الظاهرة يمكن قياسها أسهل من قياس الحركة الشمالية/الجنوبية لموقع شروق الشمس (ما عدا في الأماكن التي تقع على خطوط عرض مرتقعة)؛ والتي تحدد دورة فصول السنة والسنة المدارية التي يقوم عليها التقويم الميلادي. لهذا السبب فإن العديد من الحضارات كان يبدأ العام لديهم في أول يوم يظهر فيه نجم معين (الشعري اليمانية على سبيل المثال) في الشرق عند الفجر. في قصيدة أعمال وأيام لهسيود، فإن أوقات الزرع والحصاد في السنة كان يتم تحديدها بالرجوع إلى أول ظهور للنجوم. تقويم كهذا يستخدم السنة الفلكية بفعالية.
حتى زمن أبرخش، كان يُعتقد بأن السنين التي تُقاس عن طريق النجوم (السنين الفلكية) هي ذاتها السنين التي تُقاس عن طريق الفصول (السنين المدارية). في الواقع، السنين الفلكية أطول بشكل طفيف من السنين المدارية: السنة الفلكية تساوي تقريباً 1 + 1/26000 أو 1.0000385 سنة مدارية. الفرق يحدث بسبب بدارية الأرض في الاعتدالين. وهذا يعني أنه مع مرور فترات طويلة من الزمن، فإن تقويم مبني على السنة الفلكية سينساق بعيداً عن مزامنته للفصول بمعدل يوم لكل 71 سنة تقريباً.